# کورنلیا بارگمن
کورنلیا ایزابلا «کوری» بارگمن (زاده ۱ ژانویه ۱۹۶۱) یک عصب‌بیولوژیست آمریکایی است. او به خاطر کارش بر روی مکانیسم‌های ژنتیکی و مدار عصبی رفتار با استفاده از سی. الگانس، به ویژه مکانیسم‌های بویایی در کرم شناخته شده است. او به عضویت آکادمی ملی علوم انتخاب شد و از سال ۱۹۹۵ تا ۲۰۱۶ محقق موسسه پزشکی هاوارد هیوز در دانشگاه کالیفرنیا و سپس دانشگاه راکفلر بو از سال ۲۰۱۶ تا ۲۰۲۲ رئیس علوم در موسسه ابتکار چان زاکربرگ بود. بارگمن در سال ۲۰۱۲ جایزه ۱ میلیون دلاری کاولی و در سال ۲۰۱۳ جایزه ۳ میلیون دلاری بریکترو در علوم زیستی را دریافت کرده است.

## اوایل زندگی و تحصیل
بارگمان در ویرجینیا به دنیا آمد و در آتن، جورجیا بزرگ شد. پدر و مادر او از مهاجران اروپایی بودند. او یکی از چهار دختر رولف بارگمن، آماردان و دانشمند کامپیوتر در دانشگاه جورجیا است. او از کودکی پیانو می‌نواخت و از سنین بسیار پایین با ادبیات و آموزش آشنا شد. او خانواده‌اش را به عنوان خانواده‌ای «به طرز ترسناکی تحصیل‌کرده» توصیف کرد. او به دلیل اینکه خواهر بزرگ‌ترش در دانشکده پزشکی تحصیل می‌کرد، به علم علاقه‌مند شد. همچنین می‌گوید که بزرگ شدن در عصر امتشافات فضایی، عشق او به علم را تقویت کرد.
او تحصیلات کارشناسی خود را در دانشگاه جورجیا در سال ۱۹۸۱ با مدرک بیوشیمی به پایان رساند. زمانی که در این دانشگاه بود، تجربه آزمایشگاهی خود را با کار در آزمایشگاه زیست‌شناسی وایات اندرسون و سپس در آزمایشگاه ژنتیک سیدنی کوشنر افزایش داد. او تحصیلات تکمیلی خود را در مؤسسه فناوری ماساچوست (MIT) با اخذ پی‌اچ‌دی در رشته زیست‌شناسی در سال ۱۹۸۷ در آزمایشگاه رابرت واینبرگ به پایان رساند. او مکانیسم‌های مولکولی سرطان‌زایی را بررسی کرد و در شناسایی نقش Ras در سرطان مثانه کمک کرد. پایان‌نامه خود را دربارهٔ ژن سرطان‌زای HER2/neu نوشت. اگرچه در آن زمان اهمیت تحقیقات او مورد تردید قرار گرفت، اما بعدها به درمان‌های مهمی در زمینه سرطان پستان کمک کرد.

## شغل و تحقیقات
بارگمان دوره فوق‌دکتری خود را با اچ. رابرت هورویتز در مؤسسه فناوری ماساچوست (MIT) گذراند و بر روی مکانیسم‌های زیست‌شناختی مولکولی علوم اعصاب کار کرد. او تحقیقات خود را بر روی رفتار شیمیایی‌حسی در کرم‌های الگانس (C. elegans) آغاز کرد و به چندین دستاورد مهم دست یافت، از جمله اینکه این کرم‌ها حس بویایی دارند.
بارگمان در سال ۱۹۹۵ جایگاه هیئت علمی در دانشگاه کالیفرنیا، سان فرانسیسکو (UCSF) در گروه آناتومی پذیرفت. او در نهایت از استادیار به استاد تمام ارتقا یافت و از سال ۱۹۹۸ تا ۲۰۰۰ به عنوان معاون رئیس گروه فعالیت کرد.
او مطالعات خود را بر روی رفتار کرم‌ها و کنترل عصبی ادامه داد و بر روی بویایی در سطح مولکولی تمرکز کرد. او به دنبال ژن‌هایی مشابه ژن‌هایی بود که ریچارد اکسل و لیندا باک به عنوان پایه‌های بویایی و چشایی شناسایی کرده بودند و این ژن‌ها را در ژنوم توالی‌یابی‌شده کرم الگانس (C. elegans) یافت. کار او به کشف مکانیسم‌های زیربنایی رفتارهای پیچیده، مانند رفتارهای تغذیه‌ای در این کرم منجر شد. این تحقیقات همچنان به درک عمیق‌تری از مغز، توانایی‌های حسی و رشد عصبی کمک کرده است. بارگمان همچنین مولکولی به نام SYG-1 را شناسایی کرد که به عنوان یک مولکول «هم‌ساز» عمل می‌کند—مولکولی که در طول رشد، نورون‌ها را هدایت می‌کند تا با یکدیگر ارتباط برقرار کنند.
تحقیقات بارگمن از سال ۱۹۹۵ تا ۲۰۱۶ توسط موسسه پزشکی هاوارد هیوز تأمین مالی شد. او رئیس مشترک ابتکار برین و رئیس علوم مؤسسه ابتکار چان زاکربرگ بود. او در سال ۲۰۱۳ برنده جایزه پیشرفت در علوم زیستی شد.

## مقالات قابل توجه
- Shen, Kang; Bargmann, Cornelia I. (March 7, 2003). "The immunoglobin superfamily protein SYG-1 determines the location of specific synapses in C. Elegans". Cell. 112 (5): 619–630. doi:10.1016/S0092-8674(03)00113-2. PMID 12628183.
- de Bono, Mario; Bargmann, Cornelia I. (September 4, 1998). "Natural variation in a neuropeptide Y receptor homolog modifies social behavior and food response in C. Elegans". Cell. 94 (5): 679–689. doi:10.1016/S0092-8674(00)81609-8. PMID 9741632.
- Troemel, Emily R; Kimmel, Bruce E; Bargmann, Cornelia I (October 1997). "Reprogramming Chemotaxis Responses: Sensory Neurons Define Olfactory Preferences in C. elegans". Cell. 91 (2): 161–169. doi:10.1016/S0092-8674(00)80399-2. PMID 9346234.
- Zhang, Yun; Lu, Hang; Bargmann, Cornelia I. (November 2005). "Pathogenic bacteria induce aversive olfactory learning in Caenorhabditis elegans". Nature. 438 (7065): 179–184. Bibcode:2005Natur.438..179Z. doi:10.1038/nature04216. PMID 16281027.
- Chalasani, Sreekanth H.; Kato, Saul; Albrecht, Dirk R.; Nakagawa, Takao; Abbott, L. F.; Bargmann, Cornelia I. (May 2010). "Neuropeptide feedback modifies odor-evoked dynamics in Caenorhabditis elegans olfactory neurons". Nature Neuroscience. 13 (5): 615–621. doi:10.1038/nn.2526. PMC 2937567. PMID 20364145.

## جوایز
- ۱۹۹۰–۱۹۹۵ - جایزه لوسیل پی مارکی[۷]
- ۱۹۹۲–۱۹۹۵ - جایزه محقق سرل[۷]
- ۱۹۹۷- جایزه تاسکاگو برای تحقیقات بویایی.[۱۵]
- ۱۹۹۷ - جایزه دبلیو آلدن اسپنسر برای تحقیقات علوم اعصاب.[۱۵]
- ۲۰۰- جایزه چارلز جادسون هریک برای نورولوژی مقایسه ای.[۱۵]
- ۲۰۰۲ - عضو آکادمی هنر و علوم آمریکا.[۱]
- ۲۰۰۳ - عضو آکادمی ملی علوم
- ۲۰۰۴ - جایزه دارگوت و میلنا کمالی برای علوم اعصاب پایه و بالینی.[۱۵]
- ۲۰۰۹ - جایزه ریچارد لونسبری
- ۲۰۱۰ - جایزه پرل-یوانسی
- ۲۰۱۲ - جایزه کاولی در علوم اعصاب
- ۲۰۱۲ - عضو آکادمی علوم و ادبیات نروژ[۱۶]
- ۲۰۱۲ - عضو انجمن فلسفی آمریکا
- ۲۰۱۳ - جایزه پیشرفت در علوم زیستی برای ژنتیک مدارهای عصبی و رفتار، و مولکول‌های راهنمای سیناپسی
- ۲۰۱۵ - مدال بنجامین فرانکلین در علوم زیستی.[۱۷]
- ۲۰۱۶ - جایزه ادوارد ام اسکلنیک در علوم اعصاب.[۱۸]
- ۲۰۲۱ - مدال سالک برای تعالی پژوهش.[۱۹]
- ۲۰۲۴ - جایزه علوم اعصاب گروبر

## لینک پیوند به بیرون
- آزمایشگاه بارگمن
- سمینار کوری بارگمن: "ژن‌ها، مغز و رفتار"
- 15 تن از شگفت انگیزترین زنان در علم امروز